# Neumünster
Neumünster (phát âm tiếng Đức: [nɔʏˈmʏnstɐ]) là thành phố thuộc bang Schleswig-Holstein, Đức. Dân số cuối năm 2006 là 78.137 người

## Kết nghĩa
- Parchim, Đức
- Gravesend, Vương quốc Anh
- Koszalin, Ba Lan
- Giżycko, Ba Lan
- Samsun, Thổ Nhĩ Kỳ

## Dân nổi tiếng
- Walter Bartram, 1893 - 1971, nhà chính trị
- Detlev Blanke, b. 1941, esperantist
- Panik, Nu-Metal Band
- Stefan Schnoor, b. 1971, cầu thủ bóng đá
- Gerhard Wessel, 1913 - 2002, chủ tịch Bundesnachrichtendienst (1968 - 78)